# Joe Walsh (político)
William Joseph Walsh (North Barrington, Illinois, 27 de diciembre de 1961) es un político estadounidense, tertuliano conservador, anteriormente trabajador social, que sirvió un período entre 2010 y 2013 como congresista en la Cámara de Representantes de los Estados Unidos por el 8.º distrito congresional de Illinois y fue candidato republicano a la presidencia de los Estados Unidos en las primarias de las elecciones de 2020. 
Nacido y criado en el área metropolitana de Chicago, Walsh comenzó su carrera como trabajador social proporcionando educación y capacitación laboral a estudiantes en áreas de bajos ingresos. Desarrolló gradualmente más actividad política. Sus campañas para el Congreso en 1996 y para la Cámara de Representantes de Illinois en 1998 no tuvieron éxito, pero fue elegido para el Congreso de los Estados Unidos en 2010 derrotando a Melissa Bean. Aunque recibió poco soporte del Partido Republicano en su campaña contra Bean, fue popular entre los seguidores del Tea Party. En la década de 1990, se identificó más como un republicano moderado, pero más tarde se convirtió en un conservador y activista del Tea Party.
Durante su tiempo en el Congreso, Walsh fue criticado por sus ataques, a menudo personales, contra miembros del Partido Demócrata y, específicamente, contra el presidente Barack Obama. Acusó al presidente de abandonar la alianza EE. UU.-Israel y de quebrar al país. Walsh como legislador mantuvo un enfoque sin compromiso de rechazar cualquier aumento de impuestos. Votó reiteradamente en contra de elevar el techo de la deuda federal y fue autor de una enmienda para una Regla de oro presupuestaria a la Constitución de los Estados Unidos. Walsh rechazó el consenso científico sobre el cambio climático y apoyó un control fronterizo más estricto. Más tarde, durante su campaña presidencial, Walsh expresó su pesar por algunos de los comentarios que hizo y posturas que mantuvo durante su paso por el Congreso.
Como resultado de la redistritación después del censo de los Estados Unidos de 2010, El distrito de Walsh fue redibujado por la Asamblea General de Illinois controlada por los demócratas en 2012. Aunque inicialmente planeaba postularse en el recién sorteado distrito 14 contra su compañero Representante Republicano Randy Hultgren, finalmente decidió postularse en el distrito 8 reasignado contra la candidata demócrata Tammy Duckworth. Walsh fue derrotado por Duckworth en las elecciones generales el 6 de noviembre de 2012. Después de dejar el cargo, Walsh se convirtió en anfitrión de un programa de radio. Aunque inicialmente era un fuerte partidario de Donald Trump, Walsh se volvió cada vez más crítico con el presidente y, el 25 de agosto de 2019, anunció su campaña presidencial. El 7 de febrero de 2020, retiró su campaña de la carrera, después de una mala actuación en el caucus de Iowa.

## Primeros años
Walsh nació y se crio en el suburbio de Chicago de North Barrington, el quinto de nueve hijos de Susan (Stanley) y Charles Melville Walsh, un banquero hipotecario de bienes raíces que tenía un negocio de tasación.. Se graduó de Barrington High School en 1980, donde fue el presidente del cuerpo estudiantil y activo en los deportes. Asistió a Grinnell College y luego obtuvo una licenciatura en inglés de la Universidad de Iowa en 1985. A mediados de la década de 1980, se embarcó en una carrera como actor, tomando lecciones de teatro, teatro y televisión en el Lee Strasberg Theatre and Film Institute en Nueva York y Los Ángeles. Completó una Maestría en Políticas Públicas en la Escuela Harris de Estudios de Políticas Públicas de la Universidad de Chicago en 1991.

## Carrera temprana
Como trabajador social, Walsh trabajo con los Trabajos para programa de Juventud en el área de Chicago de ciudad interior, la enseñanza de la deserción de la escuela secundaria habilidades académicas y laborales básicas. Más tarde enseñó el gobierno estadounidense y la historia estadounidense en el Oakton Community College y el Hebrew Theological College.

## Carrera de recaudación de fondos y promoción
El sitio web del Congreso de Walsh indica que ha abogado por "soluciones basadas en el mercado para la reforma educativa y la pobreza urbana". Dirigió el Daniel Murphy Scholarship Fund, un programa de financiación privada con sede en Chicago que otorga becas a estudiantes de bajos ingresos para asistir a escuelas secundarias privadas. Recaudó fondos para dos organizaciones que abogan por la elección de la escuela: el Consejo Americano de Reforma Educativa y la Fundación Milton y Rose Friedman. Además, Walsh recaudó casi $ 1 millón durante un período de cinco años para la Fundación Infantil Fabretto, una organización benéfica internacional que utiliza la educación y la microempresa para aliviar la pobreza entre los niños nicaragüenses.
Walsh también trabajó en cuestiones de política del gobierno estatal y local para The Heartland Institute, un think tank libertario de libre mercado con sede en Chicago. Ayudó a lanzar organizaciones conservadoras que buscan limitar el gobierno y elegir a los conservadores fiscales a las legislaturas estatales, como la Impulsión de Acción de Educación Legislativa y los Estadounidenses por el Gobierno Limitado. También hizo un trabajo de consultoría con el United Republican Fund, un comité de acción política de Illinois que ayuda a elegir legisladores estatales republicanos.
Ha recaudado capital de riesgo para ganarse la vida, según el Chicago Tribune, con su sitio web de campaña que indica que trabajó para Ravenswood Advisors, un grupo de banca de inversión boutique de Chicago que recaudó capital de inversión en etapa inicial para nuevas y pequeñas empresas. Sin embargo, nunca hizo mucho dinero y ha señalado salarios de $ 30,000 a $ 40,000 al año en el pasado. En 2010, tuvo un patrimonio neto negativo de $ 317,498 según el Centro de Política Responsiva.

## Campañas políticas tempranas

### 1996
Walsh ganó la nominación republicana para el noveno distrito congresional de Illinois y se enfrentó a Sidney R. Yates, que tenía 87 años, en las elecciones generales. Walsh hizo campaña montando su bicicleta por el distrito. Participó en acrobacias "indignantes" auto-admitidas durante la campaña que incluía pagarle al portero en el edificio de apartamentos de Yates en Chicago $ 1,000 por ser la primera persona en detectar a Yates en su distrito, y organizar una fiesta de cumpleaños para Yates que incluía un pastel decorado con 87 velas. Walsh negó que estaba tratando de jugar la "carta de edad". Yates respondió que su propia edad no era un factor, y que Walsh era demasiado joven e inexperto para el trabajo. Yates también comentó que el distrito era demasiado liberal para Walsh, y trató de vincular a Walsh con el conservador presidente de la Cámara, Newt Gingrich. En respuesta, Walsh se distanció de Gingrich y dijo que se consideraba a sí mismo un "republicano moderado"; también se postuló como candidato a favor de la elección en el distrito de inclinación liberal. Yates derrotó a Walsh 63%–37%.

### 1998
En 1998, Walsh desafió al actual demócrata Jeffrey Schoenberg para el 58.º escaño del distrito en la Cámara de Representantes de Illinois, que representa los suburbios de Chicago North Shore de Wilmette y Evanston, Illinois. Walsh nuevamente corrió como pro-elección en el aborto. Condujo un autobús escolar amarillo por todo el distrito durante su campaña para enfocar la atención en el tema del financiamiento de las escuelas públicas. Criticó a Schoenberg por votar a favor del proyecto de ley de reforma de financiación escolar del gobernador republicano Jim Edgar que habría aumentado los impuestos estatales a la renta pero dado un alivio del impuesto a la propiedad a los propietarios de viviendas de North Shore. Walsh perdió ante Schoenberg, 62%–38%.

## Cámara de Representantes de los Estados Unidos (2011–2013)

### Electoral

#### 2010
El 28 de septiembre de 2009, Walsh lanzó un comité exploratorio para postularse para la Cámara de Representantes de los Estados Unidos en el octavo distrito congresional de Illinois. El distrito incluía partes de los suburbios del noroeste de Chicago, como Arlington Heights, Schaumburg, Gurnee, Palatine, Mundelein, Zion, Barrington, Woodstock y la casa de Walsh en McHenry. Durante mucho tiempo había sido considerado como el distrito más republicano en el área de Chicago, y por algunas medidas en todo Illinois. Sin embargo, en 2004, la demócrata Melissa Bean había expulsado al titular republicano de 26 años Phil Crane en una sorpresa sustancial, terminando con setenta años de control republicano.
En febrero de 2010, Walsh ganó las elecciones primarias republicanas, tomando alrededor del 34 por ciento de los votos en un campo de seis personas y mudándose al distrito desde Winnetka en abril. El establecimiento republicano se negó a poner muchas acciones en el distrito con el miembro del Comité Republicano Nacional del Congreso Tom Erickson, diciendo: "En las primarias, realmente nos habían gustado Dirk Beveridge o María Rodríguez. Esos son los dos candidatos que pensamos que realmente tenían el potencial de hacer de esta una carrera muy competitiva.La campaña de Walsh respondió que ese establecimiento republicano era "un poco sordo cuando se trata de candidatos independientes y conservadores a la reforma".
Walsh luego avanzó para enfrentar a Bean en las elecciones generales. En 2006, Bean había sido reelegido con 51 por ciento y en 2008 con 60 por ciento de los votos. Bean fue respaldado por el Chicago Tribune, el Chicago Sun-Times, The Daily Herald y el Lake County News-Sun.
Walsh criticó a Bean por sus votos de 2010 a favor de la Ley de Protección al Paciente y Cuidado de Salud Asequible y en contra de la Enmienda Stupak-Pitts que habría prohibido el uso de fondos federales para cubrir cualquier parte del costo de cualquier plan de salud que incluyera la cobertura del aborto. Se describió a sí mismo como un activista conservador del Tea Party y obtuvo el respaldo de dos organizaciones del Tea Party, el presentador de radio conservador Tom Roeser y muchos otros.
Los partidos demócrata y republicano nacionales no compitieron ni gastaron dinero en el distrito, y el Partido Republicano estatal no ayudó a Walsh. Como resultado, durante el ciclo electoral de 2010, la campaña de Walsh recaudó solo una cuarta parte que la de Bean. Gastó alrededor de $ 603,000 y terminó la campaña alrededor de $ 362,000 en deuda según informes de financiamiento de campaña, (con gran parte de la deuda debido al conteo de la boleta electoral posterior a las elecciones de la carrera cerrada). Tan tarde como octubre, The New York Times pronosticó que Bean tenía un 88 por ciento de posibilidades de ganar la reelección. Incluso CQ Politics tuvo la elección como "Demócrata Seguro". A pesar de la falta de fondos y su estatus de tiro largo, Walsh derrotó por poco a Bean por un margen de 0.1% o 291 votos. La carrera no se convocó hasta dos semanas después del día de las elecciones cuando se contaron las boletas provisionales. Parecía que la presencia del candidato del Partido Verde Bill Scheurer fue un factor en la carrera; obtuvo 6.400 votos, mucho más que el margen de victoria de Walsh.

#### 2012
Durante el rediseño de 2011 de los distritos electorales de Illinois por la legislatura estatal controlada por los demócratas, la casa de Walsh, junto con la mayor parte de la parte del condado de McHenry de su antiguo distrito, fue arrastrada al distrito 14, representado por su compañero republicano Randy Hultgren. El octavo fue reconfigurado para favorecer a un candidato demócrata. Walsh y otros nueve representantes republicanos de Illinois presentaron una demanda alegando que las nuevas fronteras discriminaban a los votantes republicanos y latinos. El 21 de septiembre, Walsh anunció que si las nuevas líneas de distrito se confirmaban en un tribunal federal, se postularía para las elecciones en el ahora fuertemente republicano distrito 14 contra Hultgren.
En julio tardío 2011, Walsh estuvo aprobado por el Club para Crecimiento para correr contra Hultgren. Aun así, después de varios ethics los asuntos que consideran Walsh emergió, (como cargos de fallar para pagar soporte de niño, y conduciendo en una licencia suspendida), el Club para Crecimiento distanced él de Walsh, declarando que lo esperaría hasta que más los hechos estuvieron sabidos antes de hacer una decisión. En noviembre de 2011, Walsh estuvo citado por la Acción de Consejo de Búsqueda Familiar comité para su "soporte de la familia."
En diciembre de 2011, Walsh decidió postularse en el distrito 8 redibujado en su lugar, donde probablemente se enfrentaría a la demócrata Tammy Duckworth, una exsecretaria asistente de la VA, en lo que parecía representar una carrera difícil para Walsh. En enero de 2012, el grupo de defensa política conservadora Americans for Prosperity le dio a Walsh una calificación del 100 por ciento.
La campaña subsiguiente entre Walsh y Duckworth surgió como una carrera amarga. En un evento de campaña de julio de 2012, Walsh acusó a su oponente de politizar tanto su servicio militar como piloto de helicóptero como sus heridas de la guerra de Irak que le costaron ambas piernas y el uso parcial de un brazo. Él dijo: "Dios mío, eso es todo lo que habla. Nuestros verdaderos héroes, los hombres y mujeres que nos sirvieron, es lo último en el mundo de lo que hablan.Walsh más tarde sugirió que ella era, de hecho, una "verdadera héroe", pero que no debería hablar sobre su servicio con tanta frecuencia, y que su servicio no debería ordenar votos. Walsh decidió omitir la Convención Nacional Republicana de 2012, distanciándose de los republicanos del establecimiento.
La campana de Walsh era reforzada por importante financial support en la forma de exterior gastando por conservador Super PAC. En septiembre de 2012 americanos para Gobierno Limitado dieron $1,950,000 al Ahora o nunca PAC, el cual entonces gastado $2,022,039 para apoyar Walsh y oponerse a Duckworth. Sobre $6.6 millones en exterior gastando estuvo informado en la carrera, com Watch que recibe más de $6 millones de aquel total. En general, Walsh gastó más de $ 7 millones a $ 4.7 millones.
A pesar de su ventaja de gasto, el 6 de noviembre de 2012, Duckworth despojó a Walsh de 55 a 45 por ciento. A pesar de su pérdida, Walsh superó al candidato presidencial republicano de 2012, Mitt Romney, quien recibió el 41% de los votos en el octavo distrito.

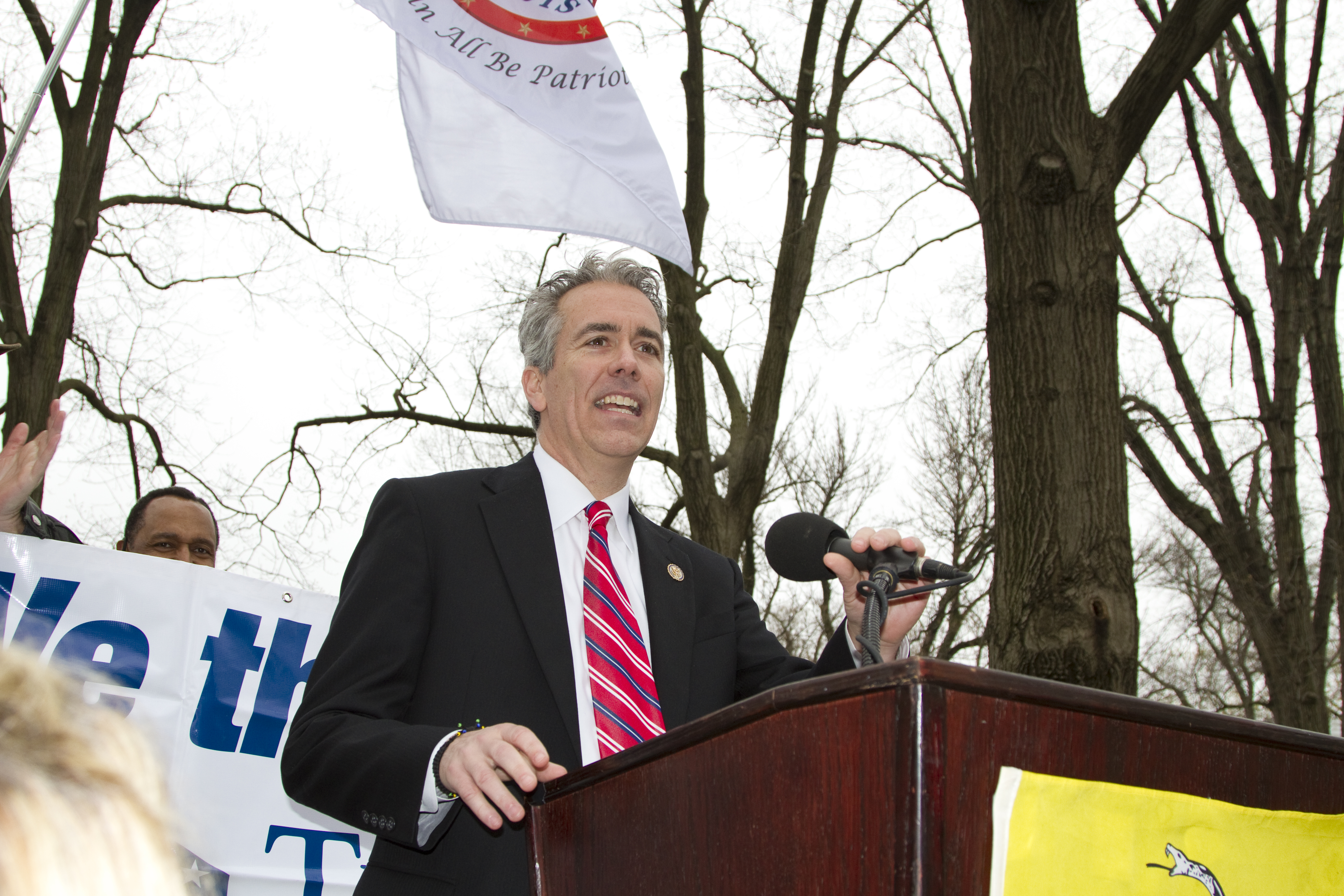
Walsh hablando en un mitin de Tea Party el 31 de marzo de 2011

Varios días antes de ser juramentado en el Congreso, The New York Times criticó a Walsh por su voluntad de aceptar donaciones de comités de acción política y cabilderos. Después de juramentar, Walsh anunció que, de acuerdo con su oposición a la atención médica proporcionada por el gobierno y la legislación de reforma de la atención médica de 2010, no aceptaría los beneficios de atención médica del Congreso.
Durante sus primeros meses en el Congreso, surgió como un vocal crítico del Partido Demócrata y las políticas fiscales del presidente Obama, y publicó un video de YouTube en el que acusó al presidente Obama de quiebra del país. También prometió: "¡No colocaré un dólar más de deuda sobre las espaldas de mis hijos y nietos a menos que reformemos estructuralmente la forma en que esta ciudad [Washington, DC] gasta dinero!Se convirtió en un accesorio frecuente en la televisión por cable, abogando por un enfoque de "sin compromiso" para la reducción del déficit que rechaza cualquier aumento de impuestos sobre los ricos. Él constantemente votó en contra de elevar el techo de la deuda federal y es autor de una enmienda presupuestaria equilibrada a la Constitución de los Estados Unidos. Walsh también ha dicho que el presidente Obama fue elegido "porque presionó ese botón mágico: un hombre negro que era articulado, liberal, toda la culpa blanca, todo eso.En sus primeros seis meses en el cargo, Walsh recibió más de 30 apariciones en televisión.
Durante la temporada de elecciones, se le preguntó a Walsh cuál sería su enfoque del bipartidismo si fuera elegido. Él respondió que "no sería el momento en este momento para extender su mano a través del pasillo."
En septiembre de 2011, Walsh fue uno de los 19 miembros del Congreso criticados por violaciones de ética en el informe anual Ciudadanos por la Responsabilidad y Ética en Washington.
En noviembre de 2011, Walsh fue grabado en video reuniéndose con sus electores, volviéndose visiblemente agresivo y jurando a una mujer que lo cuestionó sobre su comentario de que el mercado y los bancos no eran responsables "por el desorden en el que estamos ahora.Más tarde se disculpó por ser "demasiado apasionado".
En el Congreso, Walsh celebró 363 reuniones del ayuntamiento, más que cualquier otro miembro del Congreso.

### Asignaciones de los comités
Para el 112.º Congreso, Walsh fue nombrado para puestos de liderazgo en el Subcomité de Seguridad Nacional de la Cámara de Seguridad del Transporte (vicepresidente) y el Subcomité de Pequeñas Empresas de la Cámara de Crecimiento Económico (presidente). Una lista de todas sus asignaciones de comité anteriores a continuación:
Comité de Seguridad Nacional
- Subcomité de Lucha contra el Terrorismo e Inteligencia
- Subcomité de Preparación, Respuesta y Comunicaciones para Emergencias
- Subcomité de Seguridad del Transporte (Vicepresidente)

Committee on Oversight and Government Reform
- Subcommittee on Health Care, District of Columbia, Census and National Archives
- Subcommittee on TARP, Bailouts, and Financial Services of Public and Private Programs

Comisión de Pequeñas Empresas
- Subcomité de Salud y Tecnología
- Subcomité de Crecimiento Económico, Impuestos y Acceso al Capital (Presidente)
- Subcomité de Investigaciones, Supervisión y Reglamentación

### Caucus de membresías
Walsh ocupó otras membresías relacionadas con su trabajo como congresista, incluidos: el Caucus de Hockey del Congreso, el Caucus Republicano de Israel de la Cámara, el Comité de Estudios Republicanos y el Caucus del Tea Party.

## Post carrera congresional
El 25 de marzo de 2013, Walsh emitió su primer programa de radio, The Joe Walsh Show, en la estación de entrevistas de Chicago WIND como un comentarista político conservador. Después de menos de un año en el aire en Chicago, The Joe Walsh Show también comenzó a transmitirse en WNYM en la ciudad de Nueva York. En abril de 2015, WNYM dejó Walsh de su plataforma de radio. A partir de septiembre de 2016, el programa de radio de Walsh se emitió en varias de las principales ciudades de Estados Unidos, incluyendo Chicago, Nueva York, Phoenix, Dallas y Denver.
Según varios medios de comunicación, Walsh tiene una historia de hacer declaraciones controvertidas. En agosto de 2019, declaró que mientras no se considera un racista, " él dicho cosas racistas encima Twitter."
El 19 de junio de 2014, Walsh fue retirado de su programa de radio por usar insultos raciales. Él estaba en el aire de nuevo al día siguiente. El gerente general de WIND, Jeff Reisman, comentó: "Durante el segmento, Joe pretendía citar varios insultos raciales comunes como ejemplos. No los usó de ninguna manera de manera difamatoria o despectiva, simplemente como ejemplos. Sin embargo, AM 560 The Answer no les permitió salir al aire.AM 560 The Answer tiene una política de no usar ciertas palabras en el aire que son altamente inflamatorias y ofensivas incluso en el contexto de una discusión de por qué esas palabras son ofensivas. Continuaremos esa política."
El 14 de enero de 2015, después del tiroteo de Charlie Hebdo, en un tuit que describió como satírico, Walsh pidió a los islamistas que "babequearan" a los reporteros en CNN y MSNBC y se refirió a ellos como "apaciguar a los cobardes" por no transmitir caricaturas publicadas por la revista satírica francesa Charlie Hebdo que representa al profeta Mahoma. En otro tuit, Walsh declaró que no mostrar caricaturas de Muhammad daría lugar a más ataques.
El 7 de julio de 2016, la noche del tiroteo de policías de Dallas en 2016, Walsh escribió en Twitter: "Esto ahora es guerra. Cuidado con Obama. Cuidado con las vidas negras Materia punks. Real America viene después de ti. Estos comentarios fueron interpretados por algunos como amenazas. Después de eliminar el tuit (por su cuenta fue eliminado por Twitter), Walsh escribió más tarde: "No estaba pidiendo violencia, contra Obama ni contra nadie. Las palabras de Obama y los hechos de BLM han matado a policías. Es hora de que defendamos a nuestros policías". A la mañana siguiente, Walsh declaró en una entrevista con el Chicago Tribune que Twitter suspendió su cuenta y borrar el tuit: "La condición previa para mí reabrir mi cuenta era de que tenía que eliminar ese tuit. Él dijo: "Por supuesto que no quería decir 'vamos a matar a Obama y Black Lives Matter. No estaba tratando de incitar a la violencia contra Obama y Black Lives Matter. Eso es loco, estúpido e incorrecto. Terminaría mi carrera y está mal. El representante Keith Ellison también pidió la investigación de Walsh después del tuit.
El 24 de octubre de 2016, Walsh escribió en Twitter: "El 8 de noviembre, estoy votando por Trump. El 9 de noviembre, si Trump pierde, estoy agarrando mi mosquete. Usted en? Cuando Jake Tapper le preguntó qué quería decir, Walsh respondió: "Significa proteger. Participar en actos de desobediencia civil. Haciendo lo que se necesita para recuperar nuestro país. El New York Post escribió que "algunos tomaron su tuit como un llamado a la insurrección violenta."
El 2 de mayo de 2017, Walsh escribió en Twitter: "Lo siento Jimmy Kimmel: tu triste historia no nos obliga a mí ni a nadie más a pagar por la atención médica de otra persona", en referencia a un monólogo de 13 minutos entregado por el anfitrión nocturno Jimmy Kimmel discutiendo el defecto cardíaco congénito de su hijo y su creencia de que cubrir condiciones preexistentes es una parte importante de la atención médica en los Estados Unidos.
El 23 de septiembre de 2017, Walsh describió a Stevie Wonder como "Otro ingrato negro multimillonario" después de que Wonder se hubiera rodeado en su concierto en protesta por lo que él denominó brutalidad policial.
En 2018, el programa de televisión satírico de Sacha Baron Cohen ¿Quién es América? Se estrenó mostrando a Walsh apoyando el engaño "programa de guarderías" que apoyaba el entrenamiento de niños pequeños con armas de fuego.

### 2020 campaña presidencial
En una entrevista en This Week el 25 de agosto de 2019, Walsh anunció que ingresaría a la carrera primaria del Partido Republicano 2020, desafiando al actual presidente Donald Trump. Afirmó que el comportamiento de Trump en el cargo lo motivó a declarar su candidatura. Walsh admitió que algunos de sus comentarios anteriores podrían haber "ayudado a crear Trump" y que Trump "me hizo reflexionar sobre algunas de las cosas que dije en el pasado. Dijo que no volvería a votar por Trump y que no había decidido si votar por un demócrata para evitar la reelección de Trump. Después de su anuncio, Salem Radio Network dijo que cancelaría su distribución nacional de su programa de entrevistas el 26 de septiembre de 2019, y que Walsh será libre de inscribirse con un sindicador diferente si así lo desea. Walsh comentó: "No más programa de radio, pero eso está bien. Voy a hacer campaña a tiempo completo. El 13 de noviembre de 2019, Walsh se presentó para desafiar a Trump en las primarias de New Hampshire. El 7 de febrero de 2020, Walsh anunció en CNN que estaba terminando su campaña presidencial después de recibir solo el 1.1% de los votos en las asambleas electorales de Iowa. Llamó al Partido Republicano un "culto" y sugirió que probablemente apoyaría al candidato demócrata en las elecciones generales. Según Walsh, nadie podría vencer a Trump en una primaria republicana, porque los partidarios de Trump se habían convertido en "seguidores" que piensan que Trump "no puede hacer nada malo", después de absorber la desinformación "de los medios "conservadores". No saben cuál es la verdad y, lo que es más importante, no les importa. En una entrevista con Fox News, Walsh reiteró que estaba dispuesto a apoyar a un socialista sobre Trump en las elecciones generales.

## Posiciones políticas

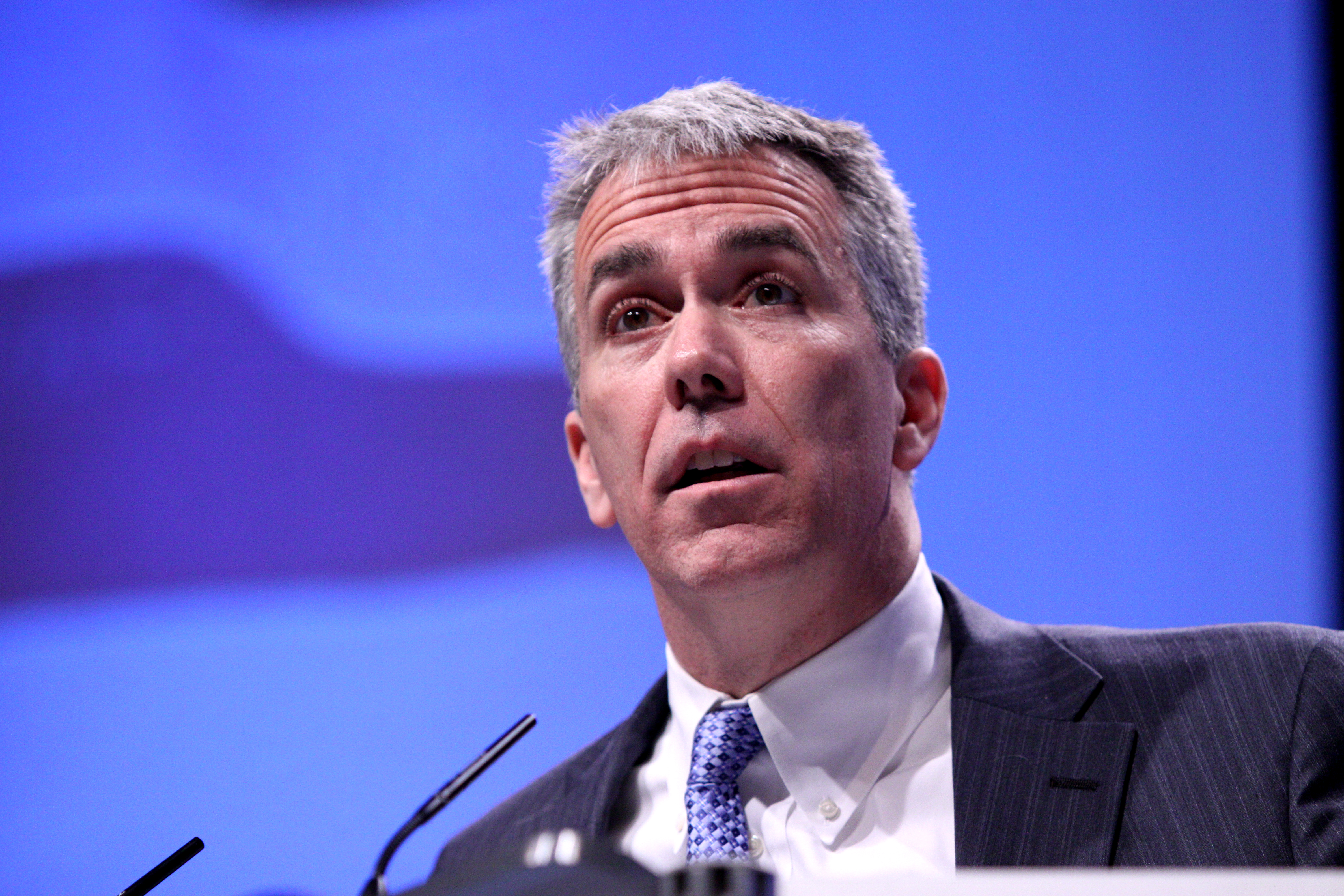
Walsh hablando en el CPAC en 2011

En su fallida candidatura en el Congreso de 1996, Walsh fue más socialmente liberal, favoreciendo los derechos al aborto y el control de armas. En 2010, sus puntos de vista se habían vuelto más conservadores.

### Economía
En cuanto a los impuestos, Walsh declaró que favorece la extensión de los recortes de impuestos de Bush, la abolición del impuesto sobre el patrimonio y la reducción de las ganancias de capital y las tasas de impuestos corporativos. Culpó el desempleo de la reticencia de las pequeñas empresas a contratar y rastreó esa reticencia a una incertidumbre en la política fiscal. En noviembre de 2011, Walsh dijo que el movimiento Ocupar estaba compuesto por "generalmente jóvenes mimados, mimados, desenfocados, despistados y un puñado de otras personas que no entienden este país y están abogando por soluciones anti-estadounidenses.Cuando un constituyente señaló que los veteranos también han participado en el movimiento Ocupar, Walsh respondió: "No sé cuántos veteranos son parte de la protesta Ocupar. No puedo imaginar que sean muchos. Pero cualquiera que abogara por soluciones socialistas a ciertos problemas en este país ... ellos no entienden este país."

### Medicare Y Seguridad Social
En cuanto a la reforma de los derechos, sugirió que habría que hacer recortes. "Lo primero que debemos hacer es reconocer que todos tendrán que dar sobre la reforma del Seguro Social y la reforma de Medicare", dijo. Walsh se opone a la extensión de las prestaciones de desempleo. Dijo que los beneficios ya se han extendido por mucho tiempo y que se debe prestar atención al costo. Después del discurso del presidente Obama sobre el Estado de la Unión en 2011, Walsh comentó que no creía que debiera haber una red de seguridad social porque no está en la Constitución.

### Entorno
Sobre el calentamiento global, describió la ciencia detrás de él como "no definitiva" y que los intereses económicos de Estados Unidos deberían ser los primeros en cualquier discusión de acuerdos climáticos. Walsh también criticó las políticas de inmigración del presidente Obama, diciendo que el presidente solo había hecho esfuerzos simbólicos para asegurar las fronteras. En mayo de 2011, mientras sostenía un cocodrilo de juguete en la mano, Walsh anunció en el piso de la Cámara que apoyaría una dura legislación fronteriza, incluso si se trataba de construir fosos y llenarlos con caimanes.

### Asuntos sociales
Walsh también tiende hacia la derecha en cuestiones sociales. Sobre el aborto, dijo a los periodistas en octubre de 2012 que el aborto nunca es médicamente necesario para salvar la vida de la madre, diciendo que "con la tecnología y la ciencia modernas, no se puede encontrar una instancia" de un aborto médicamente necesario. En respuesta, el Congreso Estadounidense de Obstetras y Ginecólogos dijo en un comunicado que "contrariamente a las declaraciones inexactas hechas ayer por el representante Joe Walsh (R-IL), los abortos son necesarios en una serie de circunstancias para salvar la vida de una mujer o para preservar su salud."

### Asuntos extranjeros
Walsh sostiene puntos de vista fuertemente pro-Israel. En un artículo de opinión de mayo de 2012 para el Washington Times, Walsh se opuso a la solución de dos estados, diciendo que ha "fallado" y era "locura"; abogó por la anexión total israelí de los territorios palestinos, argumentando que los palestinos que viven allí podrían tener "poder de voto limitado" dentro del estado judío y alentándolos a mudarse a Jordania. Esto llevó a acusaciones de que Walsh abogó por el apartheid y la "suave" limpieza étnica de los palestinos de su hogar ancestral. Escribió una columna en The Daily Caller afirmando que el presidente Obama "no es el amigo de Israel" y no debería haber criticado a Israel por continuar construyendo asentamientos en los territorios ocupados.
En noviembre de 2011, Walsh, junto con su compañero Tea Partier Ron Paul, se reunió con la líder del Frente Nacional Francés y activista antiislamista Marine Le Pen durante su visita a los Estados Unidos.

### Donald Trump
Originalmente un partidario de Donald Trump, Walsh se convirtió en un crítico persistente del presidente a pesar de afirmar su apoyo a muchas de sus políticas. Walsh apoyó la candidatura presidencial de Donald Trump, a pesar de que no creía que Trump pudiera ganar Illinois. Después de las elecciones, Walsh condenó algunas de las nominaciones al gabinete de Trump por sus conexiones con Goldman Sachs. Contrariamente a las opiniones de muchos otros conservadores, Walsh expresó su apoyo y confianza en Robert Mueller y su investigación del Asesor Especial. En julio de 2018, Walsh rescindió su apoyo a Trump después de su cumbre de Helsinki con el presidente ruso Vladímir Putin, diciendo "Nunca volveré a apoyar a Trump" y llamándolo "un peligro para este país." En octubre de 2018, Walsh criticó a Trump por hacer declaraciones que creía que promovían la violencia. En abril de 2019, Walsh pidió un desafío principal a Trump para las elecciones presidenciales de 2020, y reiteró ese llamado en agosto de 2019. En julio de 2019, Walsh dijo que está considerando la primaria de Trump, además de decir que "toda la vida de Trump es una mentira". Walsh sugirió usar la vigésima quinta enmienda para eliminar a Trump del cargo. El 31 de enero de 2020, Walsh declaró que apoyaría a cualquiera de los candidatos presidenciales del Partido Demócrata sobre Trump en las elecciones generales.

## Vida personal
Walsh se ha casado dos veces, y tiene tres hijos y dos hijastros. Su segundo matrimonio fue en 2006 con Helene Walsh, quien se desempeñó como representante del estado de Illinois del 2018 al 2019.
Tras la victoria de Walsh en las primarias republicanas de 2010, se informó que un banco había embargado su condominio y que había sido desalojado en octubre de 2009, pero que él y su familia vivían en una casa alquilada en el suburbio de Chicago North Shore de Winnetka en ese momento. Un portavoz del Partido Republicano dijo que los votantes probablemente se identificarían con los problemas financieros de Walsh. Según los informes, también enfrentaba una demanda de un exgerente de campaña que afirmaba que Walsh le debía $ 20,000 por servicios y tenía gravámenes fiscales federales y estatales en los años 1980 y 1990 (todos pagados en 2001). Walsh explicó que la mayor parte de los impuestos adeudados en el pasado estaban en un fondo fiduciario universitario que recibió de su abuelo y que ni él ni su familia habían sido conscientes de que los fondos estaban sujetos a impuestos. También explicó que sus luchas financieras más recientes lo han hecho más sintonizado con las dificultades que enfrenta el constituyente promedio.
En julio de 2011, el Chicago Sun-Times informó que la exesposa de Walsh, Laura, lo estaba demandando por $ 117,437 por manutención vencida de 2005 para sus tres hijos. Walsh supuestamente le había dicho a su exesposa que no tenía el dinero porque estaba sin trabajo; más tarde había visto a partir de sus revelaciones de campaña que había estado empleado.
El abogado de Walsh dijo que Walsh no le debía "en ningún lugar cerca de esa cantidad", y que no había tenido más problemas para pagar la manutención de los hijos que "cualquier otro tipo promedio". Walsh y su exesposa comenzaron a trabajar en un acuerdo de la disputada cantidad vencida a finales de julio de 2011. Los problemas financieros de Walsh inspiraron la propuesta de un proyecto de ley que prohibiría a las personas que debían más de $ 10,000 en manutención de hijos postularse para un cargo en Illinois. El 20 de abril de 2012, se llegó a un acuerdo y se desestimó el caso. Como parte del acuerdo, Walsh emitió una declaración en nombre de sí mismo y su exesposa que decía, en parte, "Habiendo resuelto estos problemas juntos y aclarado estos errores en privado, ahora estamos de acuerdo en que Joe no es y no era un 'padre impío' y no debe manutención de los hijos."
En agosto de 2011, el Chicago Tribune informó que Walsh perdió sus privilegios de conducir desde mediados de abril hasta mediados de julio de 2011 porque dejó que su seguro caducara. En respuesta, Walsh criticó al Tribune por "perder tiempo y tinta escrutando [su] historial de manejo en los últimos 22 años en lugar de los gastos insostenibles de Washington".
El 1 de febrero de 2013, Walsh presentó una moción para poner fin a las obligaciones de manutención de niños,afirmando que como ahora estaba desempleado no podía contribuir al apoyo de sus hijos.

## Lectura más lejana
- Karoun Demirjian, "guerra de promesas de congresista ‘Anterior,' advierte Obama para ‘mirar fuera' después de que tiroteos de Dallas," Correo de Washington, 8 de julio de 2016.
- Patrick Goldstein y James Rainey, "Joe Walsh vs. Joe Walsh: La estrella de rock wrestles con el congressional candidato," Tiempo de Los Ángeles, Ene. 27, 2010.
- Diana Sroka, "Rompiendo abajo cómo Joe Walsh giró marea vs. Melissa Alubia," Heraldo de Noroeste, Nov. 11, 2010.
- Cuestionario de Walsh del Joe, Chicago Esta noche, PBS, 17 de octubre de 2012

- Datos: Q1691639
- Multimedia: Joe Walsh (Illinois politician) / Q1691639